# بطين الحنجرة
بطين الحنجرة (بالإنجليزية: Laryngeal ventricle)‏ أو (بالإنجليزية: ventricle of the larynx)‏، أو جيوب الحنجرة (بالإنجليزية: laryngeal sinus)‏، أو جيوب مورغاني (بالإنجليزية: Morgagni's sinus)‏،  هو «حفرة مغزلية» (بالإنجليزية: fusiform fossa)‏ تقع بين الطيَّات الدهليزية والطيَّات الصوتية (الأحبال الصوتية) على الجانبين، وتمتد إلى ما يقرب من كامل طولهما. هناك أيضا «جيوب مورغاني» أخرى موجودة في البلعوم.

## الوصف والبنيان

### من أعلى
يحدّ حفرة بطين الحنجرة من أعلى الحافة الهلالية الحرة للرباط الدهليزي.

### من أسفل
يحدّ حفرة بطين الحنجرة من أسفل الحافة المستقيمة للطيَّات الصوتية (الأحبال الصوتية).

### من الجانب
يحدّ حفرة بطين الحنجرة من الجانبين غشاء مخاطي يُغطي العضلة الدرقية الطرجهالية المقابلة له.

## زائدة البطين الحنجري
الجزء الأمامي من بطين الحنجرة به فتحة ضيقة تؤدي إلى ردب يشبه «كيس» من الغشائي المخاطي حجمه متغير ويُسمى «زائدة البطين الحنجري» (بالإنجليزية: appendix of ventricle of larynx)‏ أو «الكيَّيس الحنجري» (باللاتينية: sacculus laryngis)(بالإنجليزية: laryngeal saccule)‏ أو «كيس هيلتون» (بالإنجليزية: Hilton's pouch)‏. 
- تمتد «زائدة البطين الحنجري» عموديًا من البطين الحنجري وتمرّ بين الطية الدهليزية والعضلة الدرقية الطرجهالية والغضروف الدرقي.
- تضغط العضلات المحيطة «بزائدة البطين الحنجري» عليها حتى تفرز المخاط لتليين الطيَّات الصوتية (الأحبال الصوتية).
- زائدة البطين الحنجري مخروطية الشكل وتنحني قليلا إلى الجهة الخلفية.
- زائدة البطين الحنجري مُغطاة بحوالي سبعين غدة مخاطية.

## صور اضافية

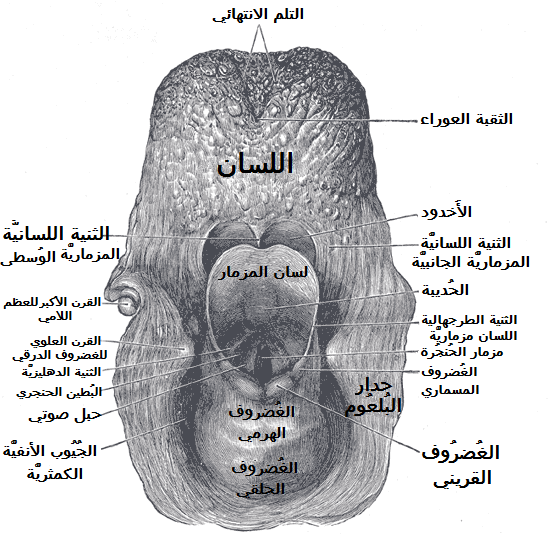
رسم لمدخل الحنجرة، رؤية من الخلف.
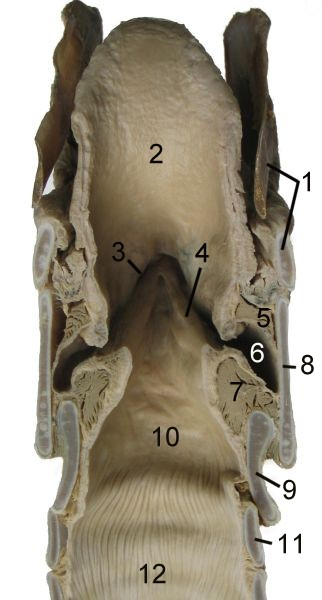
قطع في حنجرة حصان.
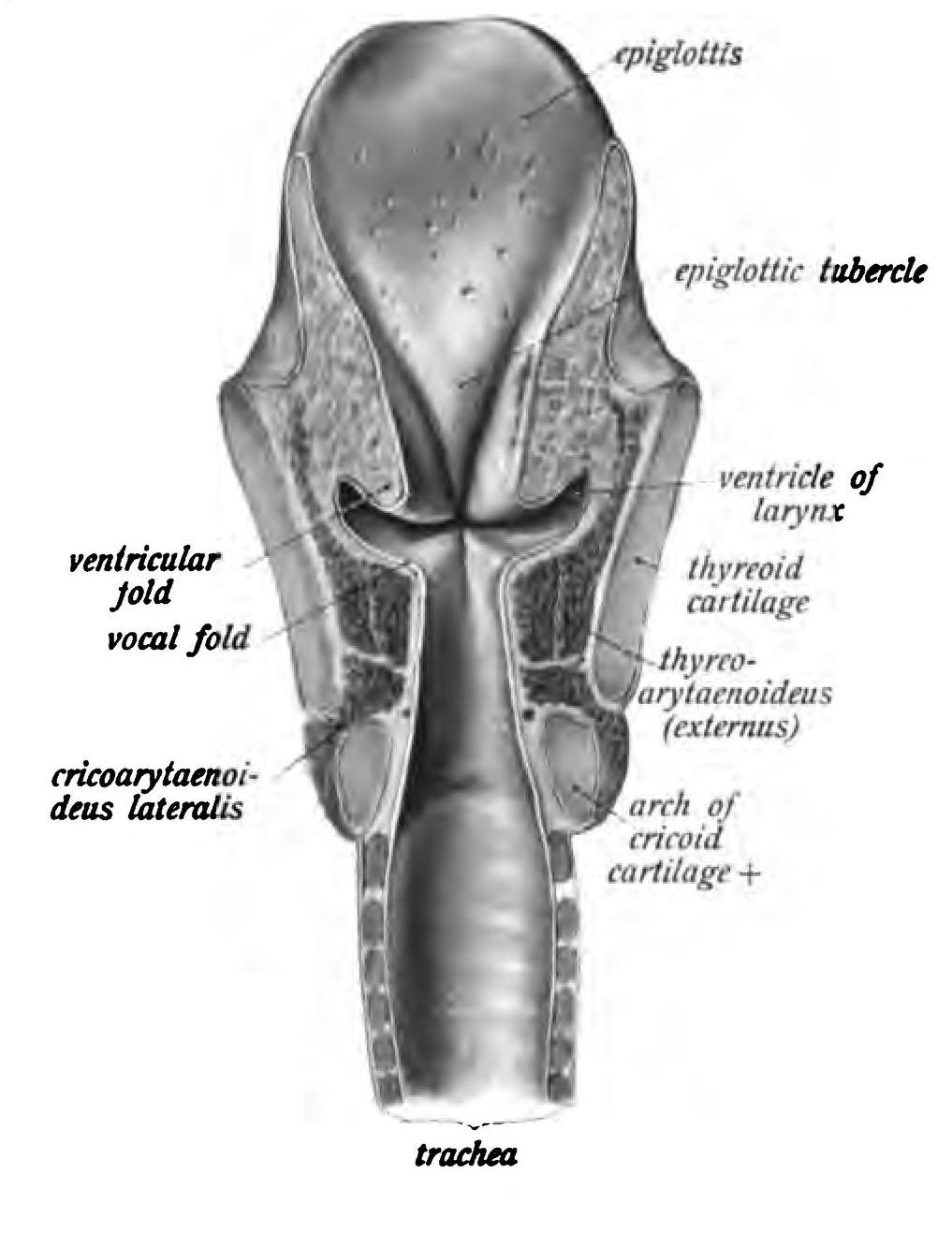
موضع "بطين الحنجرة" مبين تحت اسم (بالإنجليزية: ventricle of larynx)‏.

## روابط خارجية
- "Ventricle of larynx". Medcyclopaedia. GE. مؤرشف من الأصل في 2012-02-05.
- درسٌ تشريحي حول lesson11 مُعدٌ بواسطة ويسلي نورمان (جامعة جورجتاون).
- طالع صورة: (larynxsagsect)